# العملة غير العشرية

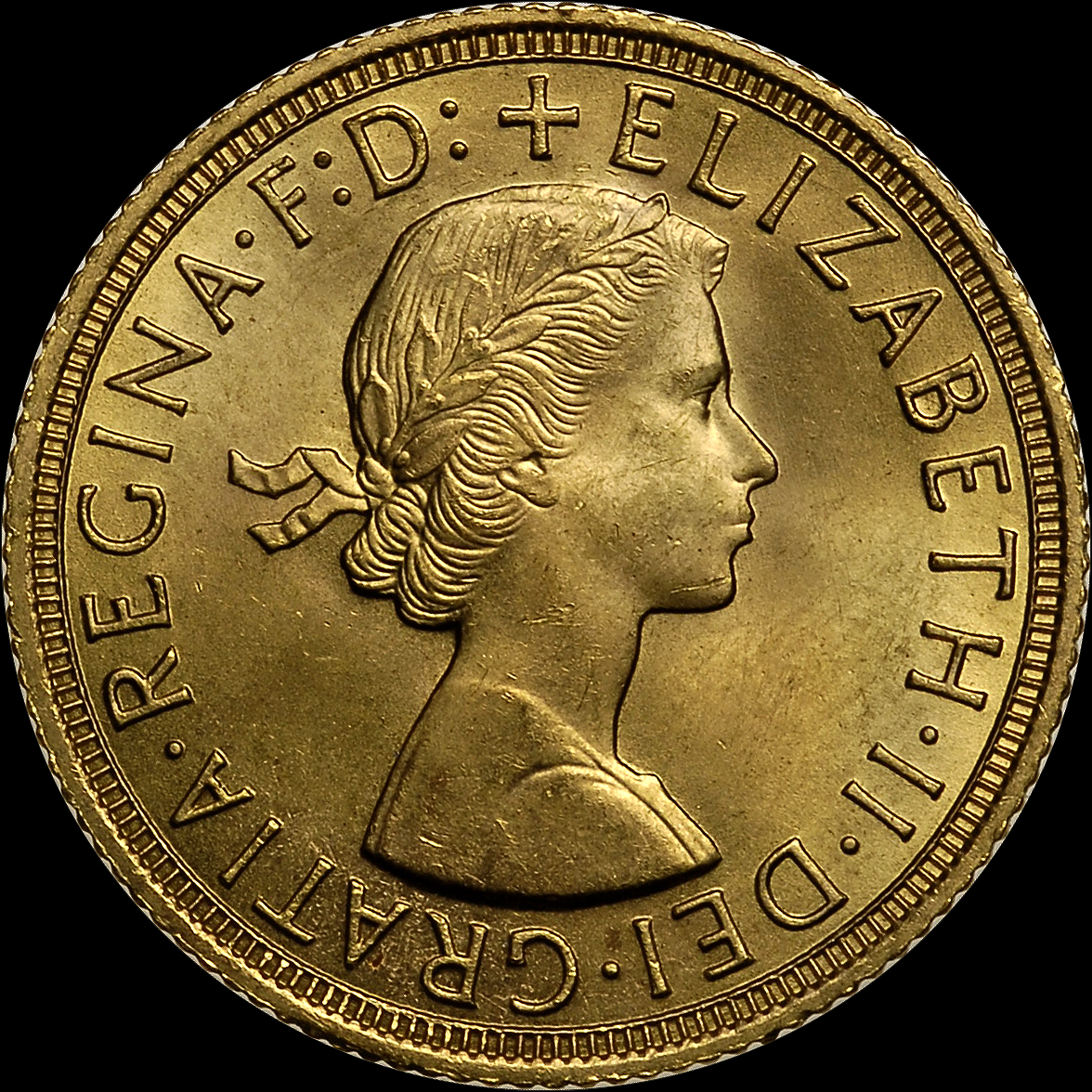
جنيه إسترليني ذهبي بريطاني بقيمة اسمية قدرها 1 جنيه إسترليني. قبل النظام العشري في 15 فبراير 1971، كان الجنيه الإسترليني الواحد يتكون من 240 بنسًا.

العملة غير العشرية هي عملة تحتوي على وحدات فرعية تمثل كسرًا غير عشري للوحدة الرئيسية، أي أن عدد الوحدات الفرعية في الوحدة الرئيسية ليس قوة للرقم 10. تاريخيًا، كانت معظم العملات غير عشرية، على الرغم من أن جميعها تقريبًا الآن عشرية.

## الوضع المعاصر
العملة الرسمية للمنظمة العسكرية المستقلة مالطا، والتي تحتفظ بمطالباتها بالسيادة بموجب القانون الدولي وحصلت على وضع مراقب دائم في الأمم المتحدة، هي السكودو المالطي، والذي ينقسم إلى 12 تاري، كل منها يتكون من 20 جراني مع 6 بيكولي للجرانو.
اليوم، هناك دولتان فقط لديهما عملات غير عشرية: موريتانيا، حيث 1 أوقية = 5 خوم، ومدغشقر، حيث 1 أرياري = 5 إيرايمبيلانجا. ومع ذلك، فهذه العملات غير عشرية من الناحية النظرية فقط، حيث أن قيمة كل وحدة فرعية في كلتا الحالتين صغيرة جدًا بحيث لا يمكن استخدامها عمليًا ولم تعد العملات المعدنية من فئات الوحدات الفرعية مستخدمة.
كل العملات المعاصرة الأخرى إما عشرية أو ليس لها وحدات فرعية على الإطلاق، إما لأنها ألغيت أو لأنها فقدت كل قيمتها العملية ولم تعد مستخدمة.

## العملات غير العشرية التاريخية
تاريخيًا، استُخدمت مجموعة متنوعة من الأنظمة غير العشرية. على سبيل المثال، كان النظام العشري (الأساس 20) مستخدمًا في أمريكا الوسطى القديمة. وكان النظام الستيني (الأساس 60) مستخدمًا على نطاق واسع في بلاد ما بين النهرين القديمة، حيث استُخدم هذا النظام في قياسات الوقت والهندسة والعملات وغيرها من المجالات.
العملات العشرية لها عيوب أيضًا. الميزة الرئيسية لمعظم العملات غير العشرية هي أنها أسهل في القسمة، وخاصةً بأرقام مثل 3 و8، من العملات العشرية، نظرًا لاستنادها إلى قيم تحويل تحتوي على عدد كبير من العوامل. العملة التي تبلغ نسبتها 100:1 لا يمكن قسمتها إلى 3 ولا إلى 8. على سبيل المثال، ثلث جولدن نمساوي (من 60 كروزر ) كان 20 كروزر بينما ثلث دولار هو 3 سنتًا. هذه القابلية للقسمة مفيدة عند التداول وعند توزيع مبالغ مالية. لهذه الأسباب، اختارت العديد من الدول في الماضي اعتماد عملات غير عشرية بناءً على التقسيم إلى وحدات فرعية مثل 12 أو 20، وأحيانًا بأكثر من مستوى من الوحدات الفرعية.
هناك طريقة ثانية أكثر حظًا ظهرت بها العملات غير العشرية. غالبًا ما تُتداول عملات متعددة في وقت واحد في الاقتصاد، مع أسعار صرف غير عشرية بينها. على سبيل المثال، مجموعة من العملات ذات الصلة تسمى Reichsthaler و Rixdollar و Riksdaler وRijksdaalder وRigsdaler قُبلت على نطاق واسع كوحدة محاسبة مشتركة تمثل مجموعة متنوعة من العملات المحلية في ستوكهولم وكوبنهاغن وأنتويرب وكولونيا. تطور التضخم محليًا، مع تغيير التقسيمات الفرعية. على سبيل المثال، كان الريكسدالر يعادل 2 دال فضي في السويد عام 1700، ولكن بعد انخفاض قيمة عملة الدالر الفضية في الفترة من 1715 إلى 1719 حتى عام 1776، أصبح الريكسدالر الواحد يعادل 3 دال من الفضة. لم تميز معظم العملات بين وحدات المحاسبة والوحدات التي تمثلها العملات المعدنية وبالتالي خلقت مثل هذه التحولات. (وكان هناك مثال مماثل في المملكة المتحدة وهو الجنيه الإسترليني، الذي كانت قيمته تزيد قليلاً عن جنيه إسترليني واحد)
وبشكل عام، عندما كانت الوحدة الرئيسية، على سبيل المثال، عملة ذهبية وكانت الوحدات الثانوية عملات فضية أو نحاسية، فعندما تتغير القيم النسبية للمعادن، ربما بسبب زيادة أو نقصان في المعروض من أحد المعادن، فإن عدد الوحدات الثانوية المكافئة لوحدة رئيسية واحدة سوف يتغير أيضًا.
لذا، فإن القائمة التالية لا تُقدم صورة كاملة، بل هي قائمة بأمثلة مختارة من فترات زمنية مختلفة. وقد خضعت العديد من الأقسام الفرعية المذكورة أدناه لتغييرات تاريخية.
غالبًا ما يُقال إن الروبل الروسي أصبح أول عملة عشرية عندما حدد بطرس الأكبر النسبة 1 روبل = 100 كوبيك في عام 1701. كان اليابانيون في وقت سابق يحسبون بمومي الفضي ووحداته الفرعية العشرية - ولكن بعد ذلك لم يكن المومي عملة معدنية بل وحدة وزن تعادل 3.75 جرام: كانت المحاسبة بوزن الفضة. كان الجنيه الإسترليني البريطاني آخر عملة رئيسية تُحول إلى النظام العشري، في 15 فبراير 1971. انتظر المالطيون عامًا واحدًا فقط (1972) قبل أن يحذوا حذوهم وتبعتهم نيجيريا في عام 1973. تصور اقتراح مبكر لتحويل الجنيه إلى النظام العشري في القرن التاسع عشر نظامًا يتمثل في 1 جنيه إسترليني = 10 فلورين = 100 عشرة سنتات = 1000 سنت. ولكن الخطوة الوحيدة التي أُتخذت في ذلك الوقت كانت إدخال عملة الفلورين (شلنين) في عام 1849 (أقدم الأمثلة كانت تحمل نقش "عشر جنيه").

### قائمة
قائمة جزئية للعملات غير العشرية السابقة (تعطي وحدات الحساب فقط):
- اليونان القديمة — 1 دراخما = 6 أوبول
- الدنمارك - 1 كرونة = 8 ماركات = 128 مهارة = 1536 بفنيج ؛ أيضًا 6 علامات = 1 Rigsbank Daler [2]
- فرنسا — 1 ليفر = 20 يومًا مريخيًا = 240 منكرًا ؛ أيضًا 20 فرنك = 1 نابليون [2] (وفئات أخرى أقل شيوعًا)
- العملات الألمانية
  - فرانكفورت — 1 رايخستالر = 90 كروزر = 360 بفينيج أو 1 رايخسغولدن = 60 كروزر = 240 بفينيجه
  - هانوفر – 1 ثالر = 36 مارينجروشين = 288 بفنيجه
  - هامبورغ - 1 ثالر = 3 مارك = 48 شيلينغ = 96 بفينيج؛ فيما بعد 12 بفينيج = 1 شلن [2]
  - بروسيا — 1 ثالر = 30 سيلبرجروشن [2]
- الهند
  - كلكتا ومدراس — 1 روبية = 16 أناس = 64 بايسة = 192 باي، وأيضًا 1 موهور ذهبي = 15 روبية فضية
  - بومباي — 1 روبية = 4 أرباع = 400 ريال [2]
- إيران — 1 ريال = 20 شاهي
- مملكة أيرلندا، دولة أيرلندا الحرة، جمهورية أيرلندا (حتى عام 1971)
  - 1 جنيه أيرلندي = 20 شلن = 240 بنس
  - 1 شلن = 12 بنسًا
- اليابان - عملات منفصلة من الذهب والفضة والنحاس، ولكنها مرتبطة خلال فترة إيدو
  - الذهب: 1 ريو = 4 بو = 16 شو
  - الفضة: 1 مووم = 10 فن = 100 رين (1 ريو = رسميًا 50 مووم، تقلبت أسعار السوق وفقًا للعرض والطلب وقيمة المعدن المسكوك (انظر العملة اليابانية في مارتيو )
  - النحاس: 1 كان = 1000 مون (1 ريو = 4000 مون ؛ وبالتالي، 1 بو = 1 كان)
- هولندا 1 جولدن = 20 ستويفرز = 160 دويت = 320 بنينجن
- الإمبراطورية العثمانية — 1 قرش = 40 بارا = 120 آقجة
- بولندا - 1 زلوتي = 30 غروسزي
- البرتغال – 1 ريال = 840 دينار
- الإمبراطورية الرومانية — 1 ذهبية = 25 ديناري = 100 سيسترتي = 400 حمار = 1600 أرباع
- سيام ( تايلاند الآن) — 1 تيكال = 4 سالونج = 8 فوانج = 16 سونج فاي = 32 فاي = 64 أت = 128 سولوت
- الإمبراطورية الإسبانية — 1 بيزو = 8 ريالات (de plata fuerte) = 680 مارافيدي (البيزو هي " قطع الثمانية " التي يشار إليها غالبًا في القصص عن القراصنة، مثل جزيرة الكنز، فيلون تعني العملة المعدنية التي سُكت من سبيكة ذات محتوى فضي منخفض.)
- سويسرا - 1 جولدن راينيش = 15 أو 16 (لاحقًا أيضًا 17 أو 18) باتزن أو = 20 شلن؛ 1 باتزن = 10 رابن؛ 1 باتزن = 4 كروزر (في ألمانيا)؛ 1 شلن = 6 أنجستر = 12 هيلر
- المملكة المتحدة والعديد من البلدان التي كانت جزءًا سابقًا من الإمبراطورية البريطانية — 1 جنيه = 4 تيجان = 20 شلن = 240 بنس = 960 فارذنج ؛ كانت هذه وحدات حسابية، على الرغم من أن العديد من العملات المعدنية الأخرى كان لها أسماء غير رسمية أو رسمية (انظر عملات الجنيه الإسترليني ). في إنجلترا في العصور الوسطى كانت وحدة الحساب هي المارك، أي ما يعادل ثلثي الجنيه أو 160 بنسًا، أو 13 شلنًا وأربعة بنسات. كان نصف المارك نبيلًا، أي ما يعادل ثلث الجنيه أو 80 بنسًا، أو 6 شلنات وثمانية بنسات. لبعض الأغراض، أُستخدمت الغينيا (21 شلنًا) كوحدة حسابية، وفي سباق الخيل (مثل جوائز المال) لا تزال الغينيات تستخدم أحيانًا، للدلالة على معادلها العشري وهو 1.05 جنيه إسترليني.
  - جيرنزي - 1 جنيه = 20 شلن = 240 بنس = 1920 ضعفًا

في منطقة اليورو، في الفترة ما بين تثبيت عوامل التحويل بين العملات الوطنية واليورو وإدخال عملات اليورو، كانت العملات الوطنية عبارة عن أقسام فرعية غير عشرية من اليورو.

## العملات غير العشرية الخيالية
- هاري بوتر: جاليون واحد = 17 منجلًا = 493 كنوتس
- برن: مارك، لا يوجد اسم للتقسيمات الفرعية، لكنه يظهر في طوائف، 1، 2، 5، و10 علامات (وبعض 100 علامة للمعاملات الكبيرة)
- سيمون الساحر الثاني: شعار ملكي واحد = ٥ عملات فضية = ٢٥ دولارًا = ٥٠ شلنًا ملكيًا = ١٠٠ كراون = ٤٠٠ جراوت = ٦٤٠٠ بنس، بالإضافة إلى شلن ملكي واحد = ٣ تيجان، وجنيه ذهبي واحد = ٣ عملات فضية. نظام العملات مُعقد عمدًا، ويُستخدم في مرحلة واحدة فقط من اللعبة.
- دليل المسافر إلى المجرة: عملة "بو" الثلاثية، مقسمة إلى ثمانية نينجي. النينجي هي "عملة مطاطية مثلثة الشكل، طول ضلعها ستة آلاف وثمانمائة ميل"، ولذلك لم يمتلك أحد ما يكفي من النينجي ليمتلك بوًا واحدًا. النينجي عملة غير قابلة للتداول، إذ ترفض البنوك التعامل بالعملات المعدنية الصغيرة.
- ستار تريك: ديب سبيس ناين: 1 لبنة من الذهب المضغوط اللاتيني = 20 سبيكة = 400 شريط = 40000 شريحة.